# Ameles soror
Ameles soror är en bönsyrseart som beskrevs av Jean Guillaume Audinet Serville 1839. Ameles soror ingår i släktet Ameles och familjen Mantidae. Inga underarter finns listade i Catalogue of Life.